# Delta Piscis Austrini
Delta Piscis Austrini (23 Piscis Austrini) é uma estrela na direção da constelação de Piscis Austrinus. Possui uma ascensão reta de 22h 55m 56.89s e uma declinação de −32° 32′ 22.9″. Sua magnitude aparente é igual a 4.20. Considerando sua distância de 170 anos-luz em relação à Terra, sua magnitude absoluta é igual a 0.61. Pertence à classe espectral G8III.